# Mexico City Open 1978
Il Mexico City Open 1978 è stato un torneo di tennis giocato sulla terra rossa. È stata la 3ª edizione del torneo che fa parte del Colgate-Palmolive Grand Prix 1978. Si è giocato a Città del Messico in Messico dal 25 settembre al 1º ottobre 1978.

## Campioni

### Singolare maschile
Vijay Amritraj ha battuto in finale   Raúl Ramírez con il punteggio di 6–4 6–4

### Doppio maschile
Anand Amritraj /  Vijay Amritraj hanno battuto in finale  Fred McNair /  Raúl Ramírez con il punteggio di 6–4, 7–5